# Baterie cu litiu

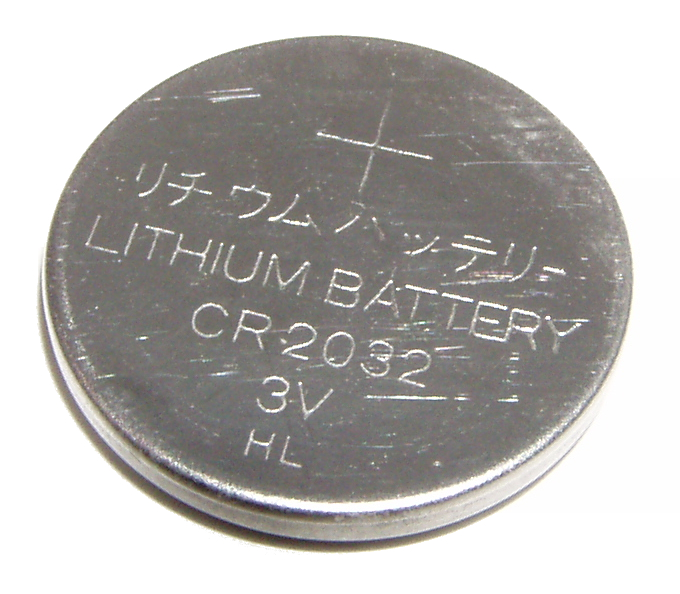
Baterie buton cu litiu

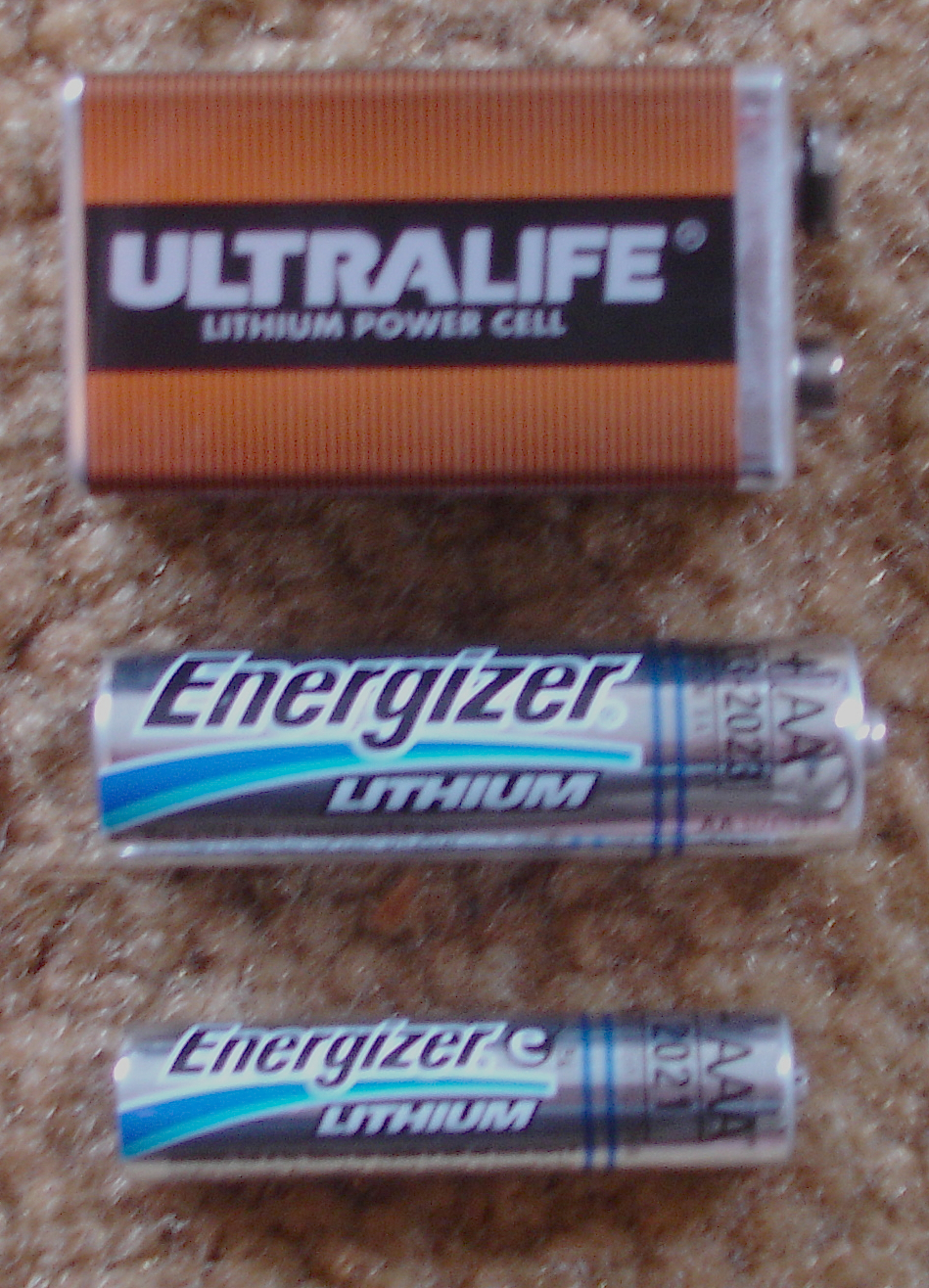
Diverse tipuri de baterii cu litiu

Bateriile cu litiu sunt un tip de baterii electrice care prezintă ca anod litiu metalic. Depinzând de designul celulei și de compușii chimici utilizați, bateriile cu litiu pot produce o tensiune electrică între 1,5 V (comparabilă cu o pilă Leclanché sau baterie alcalină) și 3,7 V.